# 克里基夫齊
48°58′48″N 28°59′27″E / 48.98000°N 28.99083°E
克里基夫齊（烏克蘭語：Криківці），是烏克蘭西南部的村莊，隸屬文尼察州的文尼察區。該村始建於1800年，面積2.98平方公里，海拔高度264米，2001年人口584，人口密度每平方公里195.91人。